# Xã Center, Quận Calhoun, Iowa
Xã Center (tiếng Anh: Center Township) là một xã thuộc quận Calhoun, tiểu bang Iowa, Hoa Kỳ. Năm 2010, dân số của xã này là 820 người.